# اچ‌ام‌اس پومونا (۱۷۷۸)
اچ‌ام‌اس پومونا (۱۷۷۸) (به انگلیسی: HMS Pomona (1778)) یک کشتی بود که طول آن ۱۲۰ فوت ۸ اینچ (۳۶٫۷۸ متر) بود. این کشتی در سال ۱۷۷۸ ساخته شد.